# Enrique Óscar Torres
Enrique Óscar Torres (Villa Pueyrredón, Buenos Aires; 27 de febrero de 1950) es un periodista, escritor, guionista y productor de televisión argentino.

## Biografía
Nació en Villa Pueyrredón, Buenos Aires. Periodista y escritor vivió en España durante cinco años donde dirigió revistas como Penthouse, Lib y Yes. 
Regresó a Argentina en 1981 donde trabajó como columnista en la revista Semanario y como editor en Libre. Más tarde vivió en México, donde comenzó a escribir telenovelas. A partir de 1991 se dedicó, de lleno, a impactar en la pantalla chica argentina con telenovelas de suceso como Celeste, Antonella, Celeste siempre Celeste, Nano, Perla negra, Zíngara, Cebollitas y Muñeca brava. Estos títulos, entre otros, sirvieron para revalorizar el género e imponerlo no sólo en América y Europa, sino en lugares tan lejanos como Turquía, Israel, Egipto, Rusia etc. 
En 2005 escribió la recordada Amarte así para la cadena Telemundo, grabada en Argentina con actores mexicanos y argentinos donde destacan Litzy, Mauricio Ochmann, Alejandro Felipe Flores, Roberto Mateos, Carla Peterson, Marita Ballesteros y Diego Olivera.
En 2011 escribe Amar de nuevo, secuela de la anterior para Telemundo pero esta vez hecha enteramente por mexicanos, cuyo elenco estuvo encabezado por Paty Garza, Eduardo Rodríguez, Jullye Giliberti, y la participación especial de María Antonieta de las Nieves. En esta novela también es productor ejecutivo y su hijo mayor, Feliciano Torres, productor. El diseño y dirección de arte corrió por cuenta de su esposa Anabella del Boca. 
En 2013 escribe, junto a su hijo Feliciano Torres, para el canal TV Pública la telenovela Esa mujer protagonizada por Andrea del Boca y Segundo Cernadas, quienes fueron secundados por Miriam Lanzoni, Esteban Meloni, Roberto Carnaghi, Rita Cortese y Nora Cárpena.
Además escribió los libros Un Sudaca en la Corte de Don Juan (Torres Agüero, 1994) y Antonella (Temas de hoy. Grupo Editorial Planeta, 1995) en el que trabajó durante seis meses para adaptar más de 9 mil páginas de libretos televisivos a un libro de 300 páginas. 
En cine fue coguionista de Peperina (1995) dirigida por Raúl de la Torre y guionista de Un buen día (2010) dirigida por Nicolás del Boca.
En 2019 fundó la productora Perla Negra Productions junto a su esposa Anabella del Boca con el fin de crear telenovelas con formato moderno de corta duración y para ser transmitidas por Internet, a través de su propio canal de YouTube, Soapy Series. La primera producción original es La hija de Dios escrita por el mismo Torres, que fue grabada y estrenada en 2020. Está protagonizada por Jaime Aymerich, Aníbal Silveyra, Fabiana Pascali, Javier Ceriani y Brisa Penélope, entre otros, con una participación especial de Valeria Lynch, y cuenta con diez capítulos de diez minutos de duración cada uno. En 2021 creó Perla negra 2.0 adaptación de la telenovela original de 1994 - 1995 que él mismo había escrito, la cual estaba protagonizada por su cuñada Andrea del Boca y Gabriel Corrado. En esta ocasión, Andrea del Boca la dirige y encarna a la villana, y los protagonistas son Anna del Boca, hija de Andrea, y Bautista Lena. Además la esposa de Torres, Anabella del Boca, se hizo cargo de la dirección y producción artística. La telenovela cuenta con 20 capítulos en total, divididos en dos temporadas, y pocos minutos de duración cada uno.

## Obra

### Guionista de cine
- Un buen día (2010). Dirigida por Nicolás del Boca.
- Peperina (1995). Dirigida por Raúl de la Torre.

### Guionista de telenovelas

#### Historias originales
- Esa mujer (Argentina, 2013-2014)
- Amar de nuevo (México, 2011-2012)
- Las tontas no van al cielo (México, 2008)
- Amarte así (Argentina y México, 2005)
- El Patrón de la Vereda (Argentina, 2005)
- Amor latino (Argentina, 2000)
- Cabecita (Argentina, 1999-2000)
- Muñeca brava (Argentina, 1998-1999)
- Cebollitas (Argentina, 1997-1998)
- Mía solo mía (Argentina, 1997)
- Zíngara (Argentina, 1996)
- Perla negra (Argentina, 1994-1995)
- Nano (Argentina, 1994)
- Casi todo, casi nada (Argentina, 1993)
- Celeste siempre Celeste (Argentina, 1993)
- Antonella (Argentina, 1992)
- Celeste (Argentina, 1991)

#### Adaptaciones
- Segunda parte de Marisol (México, 1996). Original de Inés Rodena.

#### Remakes
- Perla negra 2.0 (Argentina, 2021) -  remake de Perla negra. Adaptación hecha por él mismo junto a Miguel Ángel Vega
- Rosa diamante (México, 2012-2013) — remake de Perla negra. Adaptación hecha por Sandra Velasco, Luis Colmenares y Gennys Pérez.
- La Tayson, corazón rebelde (Perú, 2012) — remake de Muñeca brava. Adaptación hecha por Enrique Moncloa, Giovanna Pollarolo, Alfonso Pareja y Joana Lombardi.
- Al diablo con los guapos (México, 2007-2008) — remake de Muñeca brava. Adaptación hecha por Juan Carlos Alcalá, Fermín Zúñiga y Cecilia Reyes.
- Miilee (India, 2005) — remake de Muñeca brava. Adaptación hecha por Raman Kumar y Atul Sharma.
- Te amaré en silencio (Estados Unidos, 2003-2004) — remake de Nano. Adaptación hecha por él mismo junto a Miguel Vega.
- Anjo Selvagem (Portugal, 2001-2003) —remake de Muñeca brava. Adaptación hecha por Casa da Criação.
- Pérola Negra (Brasil, 1998-1999) —remake de Perla negra. Adaptación hecha por Crayton Sarzy.
- Perla (México, 1998-1999) — remake de Perla negra. Adaptación hecha por Bethel Flores, Arturo Díaz y Gina Basurto.